# Товажнянский, Леонид Леонидович
Леонид Леонидович Товажнянский (род. 26 апреля 1933, Славянск, Сталинская область) — ректор Национального технического университета «Харьковский политехнический институт» с 1999 по 2015 год. Заслуженный деятель науки и техники Украины (2003), Заслуженный работник высшей школы Украинской ССР (1983). Лауреат Государственной премии Украины в области науки и техники (1999).

## Биография
Родился в семье служащего. Прошел трудовой путь от ассистента, доцента, проректора по научной работе, первого проректора к должности ректора Национального технического университета «Харьковский политехнический институт». Леонид Леонидович Товажнянский — признанный организатор высшего технического образования на Украине. Он внес значительный вклад в создание перечня специальностей, адаптированных к европейскому образовательному пространству, принятие НТУ «ХПИ» в ассоциацию университетов, подписание НТУ «ХПИ» «Magna Charta Universitatum» в 2005 году. Руководил созданием 3-х поколений принципиально новых учебных планов по 92 специальностям. Принимал активное участие в подготовке аттестации университета на IV уровень аккредитации и предоставлении ему статуса Национального технического университета.
Под его руководством созданы в университете новые кафедры и факультеты, а экспериментальные базы НТУ «ХПИ»: НИПКИ «Молния» и кафедры турбиностроения отнесены к научным объектам, которые составляют Национальное достояние Украины. Он организует работу, направленную на повышение эффективности научных исследований и внедрения разработок в ведущих предприятиях Украины и зарубежных стран, активно способствует пропаганде научных исследований.
Автор около 450 научных работ, в том числе 32 монографии, учебников и учебных пособий, 20 авторских свидетельств и патентов. Основал научную школу по интенсификации процессов тепло-и массообмена в химической, пищевой, нефтеперерабатывающей промышленности, а также разработке современных теплообменных аппаратов. Подготовил 4 доктора и 55 кандидатов технических наук. Председатель специализированного совета по защите докторских диссертаций.
Значительное внимание уделяет популяризации научных разработок ученых университета, позволило за 10 лет получить 11 Государственных премий Украины в области науки и техники. Лично способствовал улучшению международных связей с 64 университетами США, Германии, Франции, России, Англии, Австрии, Польши, Венгрии. Л. Л. Товажнянський большое внимание уделял развитию материально-технической базы. Принимал участие в проектировании и строительстве двух учебных корпусов, дворца спорта, спортивной базы в Алуште, научно-исследовательского комплекса института «Молния». При его участии создан медицинский центр и центр первичной медицинской помощи студентам «Радмир-политех», современный центр высоких технологий в машиностроении. Заканчивается строительство книгохранилища фундаментальной библиотеки ХПИ на 2 млн томов.
Принимает активное участие в общественной работе. В 1966 году избирался заместителем, а с 1967 по 1970 год был избран председателем профсоюзного комитета Харьковского политехнического института. С 1990 по 1994 год избирался депутатом Киевского районного совета г. Харькова, член секции машиностроения и транспорта Комитета по Государственным премиям Украины в области науки и техники.

## Награды и звания
- Орден князя Ярослава Мудрого IV степени (4 октября 2013 года) — за значительный личный вклад в развитие национального образования, подготовку квалифицированных специалистов, многолетнюю плодотворную педагогическую деятельность, высокий профессионализм[1].
- Орден князя Ярослава Мудрого V степени (28 ноября 2007 года) — за  значительный личный вклад в социально-экономическое, научно-техническое и культурное развитие Украины, весомые достижения в трудовой деятельности, многолетний добросовестный труд и по случаю годовщины подтверждения всеукраинским референдумом 1 декабря 1991 года Акта провозглашения независимости Украины[2].
- Орден Дружбы (14 мая 2014 года, Россия) — за большой вклад в укрепление дружбы и сотрудничества с Российской Федерацией, развитие торгово-экономических, научных и культурных связей[3].
- Орден «Знак Почёта» (1985).
- Заслуженный деятель науки и техники Украины (2003).
- Заслуженный работник высшей школы Украинской ССР (1983).
- Государственная премия Украины в области науки и техники (1999) — за весомый творческий вклад и активное участие во внедрении новых технологий в промышленный комплекс «Крымский содовый завод», экономической зоны «Сиваш» (Автономная Республика Крым).
- Почётный гражданин Харькова (2011).
- Почётная грамота Кабинета министров Украины[4].
- Почётная грамота Верховной Рады Украины (2004).
- звание «Почётный профессор Российского химико-технологического университета им. Д.И. Менделеева» (2010)[5].